# Celaster
Celaster (Celastrus) eller Træmorder er en planteslægt, der er udbredt i Asien og Nordamerika. Her omtales kun de to arter, som dyrkes i Danmark:
| Arter |

- Amerikansk celaster (Celastrus scandens)
- Rundbladet celaster (Celastrus orbiculatus)